# Guaram IV
Guaram IV o Gurguèn II —გუარამ IV en georgià — de la dinastia dels «Guaràmides», fou príncep de Javakètia-Calarzene vers el 748. Segons Cyril Toumanoff, Guaram IV va succeir al seu pare Guaram III dit el Jove cap al 748 únicament com a príncep hereditari de Javakètia-Calarzene. No fou reconegut com a príncep-primat perquè el títol fou atribuït per l'emperador romà d'Orient al seu sogre Adarnases, un príncep de la família de les Nersiànides. Desapareix a una data desconeguda. Guaram IV i la filla d'Adarnases III d'Ibèria van tenir un fill, Esteve III d'Ibèria.